# 228
El año 228 (CCXXVIII) fue un año bisiesto comenzado en martes del calendario juliano, en vigor en aquella fecha.
En el Imperio romano el año fue nombrado como el del consulado de Modesto y Mecio o, menos comúnmente, como el 981 Ab urbe condita, siendo su denominación como 228 posterior, de la Edad Media, al establecerse el Anno Domini.

## Acontecimientos

### Imperio romano
- La guardia pretoriana mata al prefecto pretoriano Ulpiano, quien quería reducir sus privilegios.

### Asia
- El sah Artashir I, cuatro años después de establecer el Imperio persa sasánida, acaba su conquista de Partia.
- China: batalla de Jieting y batalla de Shiting.

## Fallecimientos
- Ulpiano, uno de los jurisconsultos más importantes de la historia del Derecho.